# AG Team
AG Team — российская гоночная команда из Казани, выступающая в кольцевых гоночных сериях.

## История
Команда AG Team была создана в 2016 году.
В сезоне 2017 года команда принимала участие в трех этапах российской серии кольцевых гонок (СМП РСКГ), а также в Открытом чемпионате Татарстана по кольцевым гонкам (ОЧРТ) и российском чемпионате по супербайку (RSBK — от англ. Russian Superbike Championship International CUP).
В 2018 году AG Team принимала участие в: Российской серии кольцевых гонок (СМП РСКГ), Russian Drift Series (RDS) Архивная копия от 20 ноября 2018 на Wayback Machine, Открытом чемпионате Татарстана по кольцевым гонкам (ОЧРТ), чемпионату России по ралли-кроссу и картинговом турнире Rotax Max.
При поддержке Федерации автомотоспорта Республики Татарстан AG Team формирует сообщество начинающих и опытных пилотов, ставит цель развития автоспорта в России и привлечения внимания спортивных ассоциаций и болельщиков, вывод автоспорта России на мировой уровень.
В январе 2018 года AG Team завоевывает первый российский чемпионский титул в Зимнем треке. Пилот команды Тимур Тимерзянов впервые становится чемпионом России по трековым гонкам.
В летнем сезоне 2018 года AG Team первой в России применила технологии анализа больших данных в автоспорте, совместно с партнером команды компанией ICL СТ. Специалисты ICL СТ использовали ИНС (искусственную нейронную сеть) для визуализации и интерпретации эффективности торможения, ускорения и работы двигателя спортивного автомобиля, с учетом действий пилотов.
В октябре 2018 команда выигрывает чемпионат России по ралли-кроссу и завоевывает кубок России СМП РСКГ в командном и личном зачетах в классе Национальный.
AG Team становится первой российской командой, которая за сезон завоевала три титула из девяти возможных в автоспортивных чемпионатах России.
Пилот команды Томас Джонсон, стал первым гонщиком из США, который принял участие в классе Туринг на 7 этапе сезона 2018 РСКГ.

## 2019 год

### «Юбилейная XX Рождественская Гонка Чемпионов»
В январе 2019 года команда приняла участие в «Юбилейной XX Рождественской Гонке Чемпионов». Пилот команды Егор Санин занял 2 место по результатам мероприятия.

### Чемпионат России в спортивной дисциплине трековые гонки «N-1600»

#### 1 этап
27 января Тимур Тимерзянов и Павел Кальманович выиграли 1 этап Чемпионата России по зимним трековым гонкам (с. Усады, Республика Татарстан) в командном зачете, Тимерзянов взял 1 место и в личном зачете.

#### 2 этап
10 февраля Павел Кальманович стал победителем второго этапа чемпионата России по зимним трековым автомобильным гонкам. Соревнования прошли на ипподроме города Раменское. Кальманович, выступающий в чемпионате на KIA Rio, с неоспоримым преимуществом выиграл все 5 заездов 2 этапа и занял 1 место. Для напарника Кальмановича Тимура Тимерзянова 2 этап сложился не так удачно. Основная причина — в утяжелении на 30 килограмм, которое назначили победителю 1 этапа. Сергей Загуменнов (СТК «Ралли-Подмосковье»), Николай Карамышев и Айдар Нуриев (Fereks Racing Team) — эти известные пилоты заняли второе, третье и четвертое места соответственно. Несмотря на это, в командном зачете татарстанская команда AG Team заняла 2 место.

#### 3 этап
17 февраля в Набережных Челнах стартовали ежегодные зимние трековые гонки на «Кубок Салавата-2019». Павел Кальманович занял первое место на подиуме третьего этапа Чемпионата России.

#### 4 этап
Финальный этап Чемпионата России прошел в г. Ижевск. Павел Кальманович добавляет себе звание чемпиона России. Серебряным призером стал — Тимур Тимерзянов. «Бронза» у Сергея Загуменнова (СТК Ралли-Подмосковье). Команда AG Team — Чемпион России 2019 по зимним трековым гонкам в командном зачете.

### Чемпионат Республики Татарстан в спортивной дисциплине трековые гонки «N-1600»

#### 1 этап
В рамках Чемпионата России также состоялся зачет чемпионата Республики Татарстан по зимнему треку. Подиум 1 этапа выглядит следующим образом: 1 место — Тимур Тимерзянов, 2 место — Айдар Нуриев, 3 — место Расуль Минниханов.

#### 2 этап
Расуль Минниханов побеждает на втором этапе Чемпионата Татарстана, и как следствие, становится Чемпионом Республики Татарстан. Тимур Тимерзянов — бронзовый призер чемпионата.

### СМП РСКГ

#### TCR Russia
AG Team к этому шла осознанно. Туринг, а ныне её название TCR Russia, является самым престижным гоночным классом в Российской Федерации. Цвета команды будут защищать Павел Кальманович и Артур Мурадян.
Павел поедет на Audi RS3 LMS — которая попадает под статус Чемпионата России, Артур на автомобиле Seat Leon в Кубке России.

#### S1600
Томи Джонсон и Павел Кузьминов будут бороться за титул в классе S1600 на автомобилях KIA RIO. Также Евгений Мецкер и Борис Шульмейстер поедут на Hyundai Solaris за команду «Microbor AG Team».

#### Национальный-Юниор
По итогам серии гонок на монокубковых LADA Granta Рустам стал лучшим, одолев Айдара Нуриева, Анвара Тутаева, Раиса Минниханова и многих других сильных пилотов Республики Татарстан. Теперь в планах Рустама Фатхутдинова — стать золотым призёром Первенства России среди юниорского класса «Национальный-Юниор» на автомобиле VW Polo.

## Результаты выступлений в российских сериях
| Год                                             | Пилоты             | Автомобиль         | Класс              | 1   | 2   | 3   | 4  | 5  | 6  | 7  | Очки | Позиция |
| СМП РСКГ                                        |                    |                    |                    |     |     |     |    |    |    |    |      |         |
| 2017                                            | Анвар Тутаев       | Kia Rio            | Национальный       |     |     |     | 0  |    | 8  | 14 | 22   | 22      |
| 2018                                            | Павел Кальманович  | Hyundai Solaris    | Национальный       | 30  | 20  | 35  | 29 | 41 | 29 | 26 | 210  | 1       |
| 2018                                            | Анвар Тутаев       | Hyundai Solaris    | Национальный       | 8   | 16  | 29  | 8  | 29 | 1  | 15 | 106  | 8       |
| 2018                                            | Томас Джонсон      | Kia Rio            | Национальный       | 0   | 10  | 0   | 5  | 7  | 10 |    | 32   | 17      |
| 2018                                            | Томас Джонсон      | SEAT Leon TCR DSG  | Туринг             |     |     |     |    |    |    | 0  | 0    | 23      |
| 2019                                            | Павел Кальманович  | Audi RS3 LMS       | Туринг             |     |     |     |    |    |    |    |      |         |
| 2019                                            | Артур Мурадян      | Seat Leon          | Туринг             |     |     |     |    |    |    |    |      |         |
| 2019                                            | Томас Джонсон      | Hyundai Solaris    | S1600              |     |     |     |    |    |    |    |      |         |
| 2019                                            | Павел Кузьминов    | Hyundai Solaris    | S1600              |     |     |     |    |    |    |    |      |         |
| 2019                                            | Рустам Фатхутдинов | Volkswagen Polo    | Национальный-Юниор |     |     |     |    |    |    |    |      |         |
| Ралли-кросс                                     |                    |                    |                    |     |     |     |    |    |    |    |      |         |
| 2018                                            | Егор Санин         | LADA Kalina NFR R1 | Национальный       | 30  | 26  | 30  | 30 | 26 | 27 |    | 169  | 1       |
| 2018                                            | Павел Кальманович  | LADA Kalina NFR R1 | Национальный       | 17  | 24  | 26  | 23 | 19 | 23 |    | 132  | 2       |
| Рождественская гонка чемпионов                  |                    |                    |                    |     |     |     |    |    |    |    |      |         |
| 2019                                            | Анвар Тутаев       | Lada Vesta Sport   | Национальный       |     |     |     |    |    |    |    |      | н/д     |
| 2019                                            | Егор Санин         | Lada Vesta Sport   | Национальный       |     |     |     |    |    |    |    |      | 2       |
| 2019                                            | Павел Кальманович  | Lada Vesta Sport   | Национальный       |     |     |     |    |    |    |    |      | н/д     |
| 2019                                            | Тимур Тимерзянов   | Lada Vesta Sport   | Национальный       |     |     |     |    |    |    |    |      | н/д     |
| Чемпионат России по трековым гонкам             |                    |                    |                    |     |     |     |    |    |    |    |      |         |
| 2019                                            | Тимур Тимерзянов   | Kia Rio            | N-1600             | 100 | 27  | 15  | 60 |    |    |    | 187  | 2       |
| 2019                                            | Павел Кальманович  | Kia Rio            | N-1600             | 34  | 100 | 100 | 10 |    |    |    | 210  | 1       |
| 2019                                            | Расуль Минниханов  | Kia Rio            | N-1600             | 50  | нк  | 82  | -  |    |    |    | 82   | 8       |
| Чемпионат Республики Татарстан по зимнему треку |                    |                    |                    |     |     |     |    |    |    |    |      |         |
| 2019                                            | Тимур Тимерзянов   | Kia Rio            | N-1600             | 50  | 1   |     |    |    |    |    | 51   | 3       |
| 2019                                            | Расуль Минниханов  | Kia Rio            | N-1600             | 21  | 60  |     |    |    |    |    | 81   | 1       |

## Руководство команды
Руководитель AG Team — Айдар Гузаиров.
Пилот AG Team — Павел Кальманович.